# Delphinium ceratophoroides
Delphinium ceratophoroides är en ranunkelväxtart som beskrevs av Wen Tsai Wang. Delphinium ceratophoroides ingår i släktet storriddarsporrar, och familjen ranunkelväxter. Inga underarter finns listade i Catalogue of Life.